# Mercure britannique
ou Notices historiques et critiques sur les affaires du tems
« Notices historiques et critiques sur les affaires du tems » et « Notices historiques et critiques sur les affaires du temps » redirigent ici. Pour les articles homonymes, voir Mercure.
Le Mercure britannique est un titre de presse fondé par le journaliste genevois Jacques Mallet du Pan qui paraît à Londres d'août 1798 à mars 1800.
Les trois premiers numéros forment l'Essai historique sur la destruction de la Ligue et de la liberté helvétiques.
À la suite d'Alphonse Aulard, et de Pierre Rosanvallon,,, les historiens s'accordent pour considérer que c'est dans le numéro du 10 janvier 1800 que figure le premier emploi connu de l'expression « suffrage universel » dans son acception actuelle,.

### Éditions
- [Éd. de Londres] Mercure britannique : ou Notices historiques et critiques sur les affaires du tems, Londres, W. et C. Splisbury, août 1798 – mars 1800, 5 vol., 36 nos, in-8o (OCLC 472458767, BNF 33997565, SUDOC 119887320).